# Eiken (manga)
Eiken (エイケン?) es un manga escrito e ilustrado por Seiji Matsuyama. La historia describe la vida del estudiante Densuke Mifune después de ser forzado a entrar en el misterioso Club Eiken.
La serie manga duró dieciocho volúmenes, y además incluyó una guía de la serie. Se han producido una serie de episodios de radioteatro y un OVA de dos episodios (este último basado aproximadamente en una historia del volumen 3). El anime ahora se transmite en la aplicación Tubi.
Los primeros doce volúmenes de manga se han lanzado en América del Norte. Los primeros tres volúmenes tuvieron una calificación de 14+, mientras que los volúmenes posteriores tuvieron una calificación de 15+. 

## Trama
Densuke se acaba de inscribir en la exclusiva Academia Zashono. Está muy ansioso por participar en actividades extracurriculares, pero nunca esperó unirse al misterioso Club Eiken. Por extraño que parezca, todos los demás miembros son mixtos, y muchas de las actividades del club involucran bikinis. Pero Densuke no está interesado en nadie excepto por la tímida y hermosa Chiharu Shinonome. 

## Personajes
Chiharu Shinonome (東雲 千春 Shinonome Chiharu?)
Seiyū: Miwa Oshiro
La pelirroja Chiharu es considerada una de las chicas más atractivas de la Academia Zashono. Ella es tímida con los niños, porque vino de una escuela para niñas. 
Densuke Mifune (三船 伝助 Mifune Densuke?)
Seiyū: Akeno Watanabe
El protagonista. Un chico normal que nadie parece notar, Densuke se vio obligado a ingresar al Club Eiken después de un encuentro accidental con Chiharu, de quien se enamora. Eventualmente acepta su lugar en el club, a pesar de ser atormentado por Kirika y los otros percances que le suceden, es decir, ser golpeado, aplastado violentamente (Kirika, Yuriko) o electrocutado (Kyoko) por otros miembros. Densuke es frecuentemente forzado a vestirse por Kirika, un pasatiempo suyo. 
Kirika Misono (御園 霧香 Misono Kirika?)
Seiyū: Masumi Asano
No se sabe mucho sobre Kirika, la amazona de pelo morado que dirige el Club Eiken. A ella le gusta poner a Densuke en situaciones incómodas para su diversión. 
Komoe Harumachi (春町 小萌 Harumachi Komoe?)
Seiyū: Marina Ono
La pelirroja Komoe es la miembro más joven del Club Eiken a los 11 años. Komoe es muy torpe, pero siempre se esfuerza por hacerlo lo mejor posible. Sus torpes errores a menudo la dejan expuesta, y tiene la costumbre de lastimar y aplastar accidentalmente a Densuke cuando cae sobre él. Cuidado y orgullo en la adolescencia De macromastia.
Grace Lin (グレース＝鈴 Gurēsu Rin?)
Seiyū: Touko Itou
Grace es una chica británica de cabello rubio que nació y creció en China. Ella proviene de una familia de adivinos y su padre es un emprendedor exitoso de clase mundial, y también es muy buena en acrobacias. Parece que siente algo por Densuke, ya que en el manga original, sus palabras con Densuke en las burbujas del discurso a menudo terminan con corazones de amor. 
Kyoko Morooka (諸岡 京子 Morōka Kyōko?)
Seiyū: Mai Kadowaki
Kyoko es la pequeña niña de cabello azul que dirige la división de ciencias del Club Eiken, y parece ser la segunda al mando del club. A pesar de su edad, se ve mucho más joven de lo que realmente es. A menudo lastima a Densuke con sus diversos inventos (cohetes, electrocutadores).
Yuriko Shinonome (東雲 百合子 Shinonome Yuriko?)
Seiyū: Emi Yabusaki
Hermana enérgica de Chiharu, parece una versión descarada de Chiharu de pelo corto. A pesar de ser plenamente conscientes de los sentimientos de Densuke y Chiharu el uno por el otro, a Yuriko le gusta tratar de meterse entre ellos.
Maestro Asesor (顧問の先生 Komon no Sensei?)
Seiyū: Chiemi Ishimatsu
Sensei nunca es nombrada, aunque es maestra de la Academia Zashono, a menudo lamenta el hecho de que siempre parece pasar desapercibida para sus alumnos y compañeros, sin mencionar el hecho de que nunca parecen recordar su nombre. Ella tiene el pelo verde brillante. En la versión en inglés, simplemente se llamaba Maestra.
Kuma-chan (くまちゃん Kuma-chan?)
Kuma-chan es una joven muy tímida, que usa un traje de oso gigante la mayor parte del tiempo. Ella tiene una hermana mayor, que también usa un traje similar.
Miharu Shinonome (東雲 美八留 Shinonome Miharu?)
Seiyū: Jun Shikano
El primo de Chiharu, que también está enamorado de Densuke. Su horario siempre parece estar ocupado por muchos trabajos a tiempo parcial. Densuke finalmente descubre que está financiando secretamente a detectives que prometieron encontrar a su padre perdido hace mucho tiempo que se fue casi sin decir una palabra después del divorcio (debido a la bancarrota de su fábrica).
Cho Ginten (銀天 蝶 Ginten Cho?)
Ella es la jefa del Comité de Contadores Estudiantiles de la Academia Zashono. Había regresado misteriosamente a la academia en un lapso de dos años con una acción inmediata de llevar a cabo su propio plan presupuestario: cancelar con fuerza todas las actividades de todos los clubes de la academia, a pesar de todos los trucos sucios que tiene en mente.
Hikaru Daizenji (大善寺 光 Daizenji Hikaru?)
La exdirectora del Club Supernatural en la Academia Zashono, una chica delgada y maleza cuyo cuerpo está salpicado de vendajes de innumerables hematomas y heridas causadas por caídas debido a desmayos causados por su anemia.
Keiko Shinonome (東雲 京子 Shinonome Keiko?)
La madre de la familia Shinonome.
Mikito Shinonome (東雲 三紀斗 Shinonome Mikito?)
El hermano menor de Chiharu. Primero aparece fingiendo ser Chiharu para probar a Densuke. Es prácticamente el gemelo de Chiharu, y se insinúa que está interesado en Densuke, no se sabe si eso es cierto o no.
Shima Kurosawa (黒沢 志麻 Kurosawa Shima?)
Seiyū: Takahiro Sakurai
Él es el campeón del torneo de la academia anterior que ha regresado de América para ganar el corazón de Chiharu Shinonome. Él es consciente de los sentimientos de Densuke por ella, y siente que la competencia es la única forma de decidir quién debe atrapar a la niña.

## Recepción
Eiken recibió críticas aplastantes en los Estados Unidos. Ha sido acusado de ser "obsceno" y "carente de sustancia". Jason Thompson le dio al manga una calificación de cero estrellas en su revisión de la serie en su Manga: The Complete Guide, llamándolo "pornografía real disfrazada de pseudo-pornografía de comedia romántica".
Stig Hogset le dio al anime una reseña de una estrella en THEM reseñas de anime, llamándolo "uno de los títulos de anime más explotadores y degradantes que he visto". Continuó diciendo que "Eiken es como una pesadilla de una hora de insinuaciones sexuales del tipo espeluznante ... nunca encontrarás una colección más grande de 'mal' en ningún otro lugar". 
En las reseñas de Mania.com, Chris Beveridge le dio al anime una "F", y Eduardo M. Chávez le dio al primer volumen de manga una "D+".